# Don Raffaè
Don Raffaè è un brano musicale del cantautore italiano Fabrizio De André, terza traccia del dodicesimo album in studio Le nuvole, pubblicato nel 1990.
Scritto dallo stesso De André insieme a Massimo Bubola e composto da Mauro Pagani, il brano ha la particolarità di essere cantato in napoletano. È stata realizzata anche una versione cantata in coppia con Roberto Murolo, contenuta in Ottantavoglia di cantare, album di Murolo del 1992. La stessa è anche inserita nell'antologia postuma di De Andrè Da Genova, uscita alla fine del 1999, e nella raccolta Effedia - Sulla mia cattiva strada del 2008. Una celebre esecuzione dal vivo di questo duetto da parte dei due artisti è avvenuta in occasione del Concerto del Primo Maggio del 1992.

## Storia
Don Raffaè nasce dalle collaborazioni di Fabrizio De André con Massimo Bubola per la stesura del testo e con Mauro Pagani per la scrittura della musica.
L'uso del dialetto non è inusuale per l'artista, in particolare dopo la svolta world di Crêuza de mä; in passato il cantautore si era già avvalso della lingua napoletana per il ritornello di Avventura a Durango, datato 1978.
Il brano denuncia la situazione critica delle carceri italiane negli anni ottanta e la sottomissione dello Stato al potere della criminalità organizzata, attraverso il racconto dell'interazione tra Pasquale Cafiero, brigadiere dell'allora Corpo degli Agenti di Custodia del carcere di Poggioreale, e il boss camorrista "Don Raffaè" che si trova incarcerato in tale struttura (personaggio che dà il titolo al brano). L'agente di custodia, sottomesso e corrotto dal potente malavitoso, gli offre speciali servigi (ad esempio fargli la barba), gli chiede diversi favori personali (come il prestito di un cappotto elegante da sfoggiare a un matrimonio o la ricerca di un lavoro per il fratello disoccupato da anni), se lo ingrazia con molti complimenti e gli offre ripetutamente un caffè, del quale esalta la bontà. Il testo evidenzia anche, con ironia, quanto il boss all'interno del carcere conduca una vita agiata e ricca di privilegi.
Secondo quanto riportato da Mario Luzzatto Fegiz, De André avrebbe affermato che «la canzone alludeva a Don Raffaele Cutolo», famoso boss camorrista, fondatore della Nuova Camorra Organizzata, benché né lo stesso De André né il coautore Massimo Bubola disponessero «di notizie di prima mano sulla sua detenzione». Lo stesso Cutolo pensò che la canzone fosse ispirata alla sua persona e scrisse al cantautore genovese per chiedere conferma in merito e per complimentarsi con lui, dichiarandosi meravigliato del fatto che De André fosse riuscito a cogliere alcuni aspetti della sua personalità e della sua vita carceraria senza avere mai avuto informazioni su di lui. De André rispose alla lettera di Cutolo solo per ringraziarlo, lasciandolo libero di pensare che "Don Raffaè" fosse davvero lui o meno, ed evitò di proseguire il carteggio quando il malavitoso gli inviò una seconda missiva. Secondo Walter Pistarini, invece, solo Mauro Pagani si sarebbe ispirato a Cutolo, mentre De André avrebbe tratto ispirazione da opere letterarie come Gli alunni del tempo di Giuseppe Marotta e Il sindaco del rione Sanità di Eduardo De Filippo.

## Formazione
- Fabrizio De André – voce
- Fabrizio De André – chitarra
- Mauro Pagani – mandolino
- Paolo Costa – basso
- Rocco Tanica – pianoforte
- Lele Melotti – batteria
- Alfio Antico – tammorra
- Amedeo Bianchi, Mario Arcari – clarinetti
- Demo Morselli – tromba, trombone, tuba
- Renato Rivolta – ottavino

## Cover
- Il brano è stato reinterpretato dal cantante napoletano Peppe Barra nel 2001 e inserito nel suo album Guerra.[13]
- Un'altra cover è stata incisa da Pupo nel 2004 e inclusa nel suo album L'equilibrista.
- Nel DVD di tributo Omaggio a Fabrizio De André, del 2006, il brano viene interpretato dal cantante napoletano Massimo Ranieri.[14]
- Nel 2016 il rapper Clementino ha pubblicato una sua versione del brano come singolo dopo averla interpretata al Festival di Sanremo nella serata dedicata alle cover.